# Ухожу красиво
«Ухожу красиво» – российский сериал режиссёра Михаила Полякова. Главную роль сыграл Владимир Яглыч.
В апреле 2023 года первый эпизод сериала был показан в рамках программы «Первая серия» ММКФ, затем состоялся ряд закрытых показов в регионах России. 20 июня 2023 года состоялась премьера сериала в онлайн-кинотеатре Wink, 14 августа 2023 года – на телеканале СТС.
В августе 2023 года сериал был продлён на второй сезон. 23 января 2025 года начались съёмки 2 сезона . 24 июля 2025 года состоялась премьера второго сезона сериала в онлайн-кинотеатре Wink.

## Сюжет
Борис Фадеев – оперуполномоченный подмосковного ОВД, у которого проблемы с алкоголем, депрессия и сложности в семье. Однако, внезапно, из ленивого и безответственного сотрудника, он превращается в ярого борца с преступностью. Причина тому – обнаруженная врачами неоперабельная опухоль.

## В ролях
| Актёр              | Роль |
| ------------------ | --- |
| Владимир Яглыч     | капитан полиции Борис Фадеев оперуполномоченный ОВД,с 2 сезона продавец в магазине электроники,но позже вернулся в полицию после гибели Бибикова |
| Нодар Джанелидзе   | Зуев оперуполномоченный ОВД,с 2 сезона начальник ОВД                                                                                             |
| Мария Ахметзянова  | Катя жена Бориса,ветеринар |
| Фёдор Лавров       | полковник Бибиков начальник ОВД,убит в 1 серии 2 сезона неизвестными                                                                             |
| Алиса Руденко      | Настя дочь Бориса |
| Алексей Гришин     | Аксен бандит,главный антагонист 1 сезона;взорван бомбой,которую заложил Фадеев в курицу (1 сезон)                                                |
| Алексей Макаров    | депутат |
| Александр Половцев | Кашин генерал-майор полиции,отец Марии Кашиной,и.о начальника ОВД(с 5 серии 2 сезона) (2 сезон)                                                  |
| Екатерина Кабак    | Мария Кашина старший лейтенант полиции,опер; возлюбленная Зуева                                                                                  |
| Никита Бурячёк     | Станислав Филиппенко опер,пришёл в отдел после гибели Бибикова;бывший парень Марии Кашиной,но пытается её вернуть.                               |
| Антонина Паперная  | Кристина подруга/бывшая подруга Кати,работорговец,арестована в 8 серии 2 сезона(2 сезон)                                                         |

## Реакция
Максим Ершов (Film.ru): «Проект во многом держится на харизме Владимира Яглыча, которому идёт образ громилы-добряка. По манере игры Яглыч напоминает Дэйва Батисту или Джона Сину. И речь не только о фактуре и умении драться: главный герой Борис приобретает суперсилу — перестаёт бояться смерти, и пули обходят опера стороной».
Сергей Ефимов («Комсомольская правда»): «Историй, где герой вот-вот умрет и оттого становится на редкость решительным, снято миллион. Зрители вовсю вспоминают, например, энтэвэшного «Героя по вызову» с Евгением Миллером, где коварная опухоль у врача, который сначала хотел самоубиться, а потом стал участвовать в опасных полицейских операциях — если умереть, то хоть не зазря. Но если не самый свежий сюжет поможет тоскующим мужчинам определиться с жизненными ценностями, разве это плохо?»
Иван Афанасьев («The City»): «Полиция в российских сериалах — либо бравые добры молодцы, либо откровенно комичные персонажи, выражающие, как эдакое коллективное бессознательное, разнообразные пороки и странности общества. Бахвалисто-циничный Гриша в «Полицейском с Рублёвки» (а заодно его коллега по духу из «Мажора»), рефлективные фрики из «1703», противники прогресса в «Проекте „Анна Николаевна“» — все это уже вполне себе герои городского фольклора, который сериалостроители щедро черпают из расхожих сюжетов и анекдотов про «ментов». «Ухожу красиво» с первых кадров предлагает воспринимать его как некую квинтэссенцию этого стиля».